# Place d’Armes (Luxemburg)

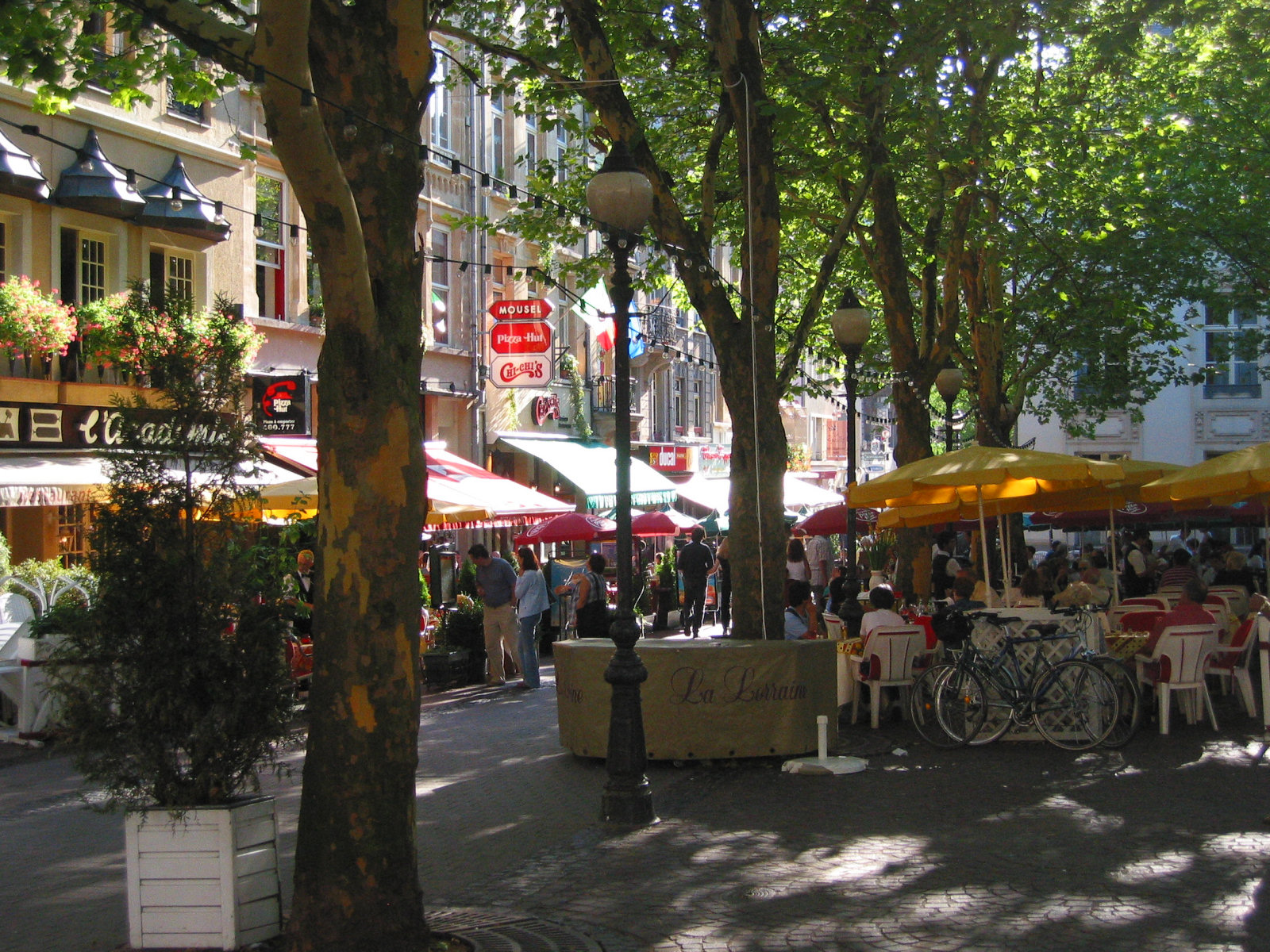
Place d’Armes

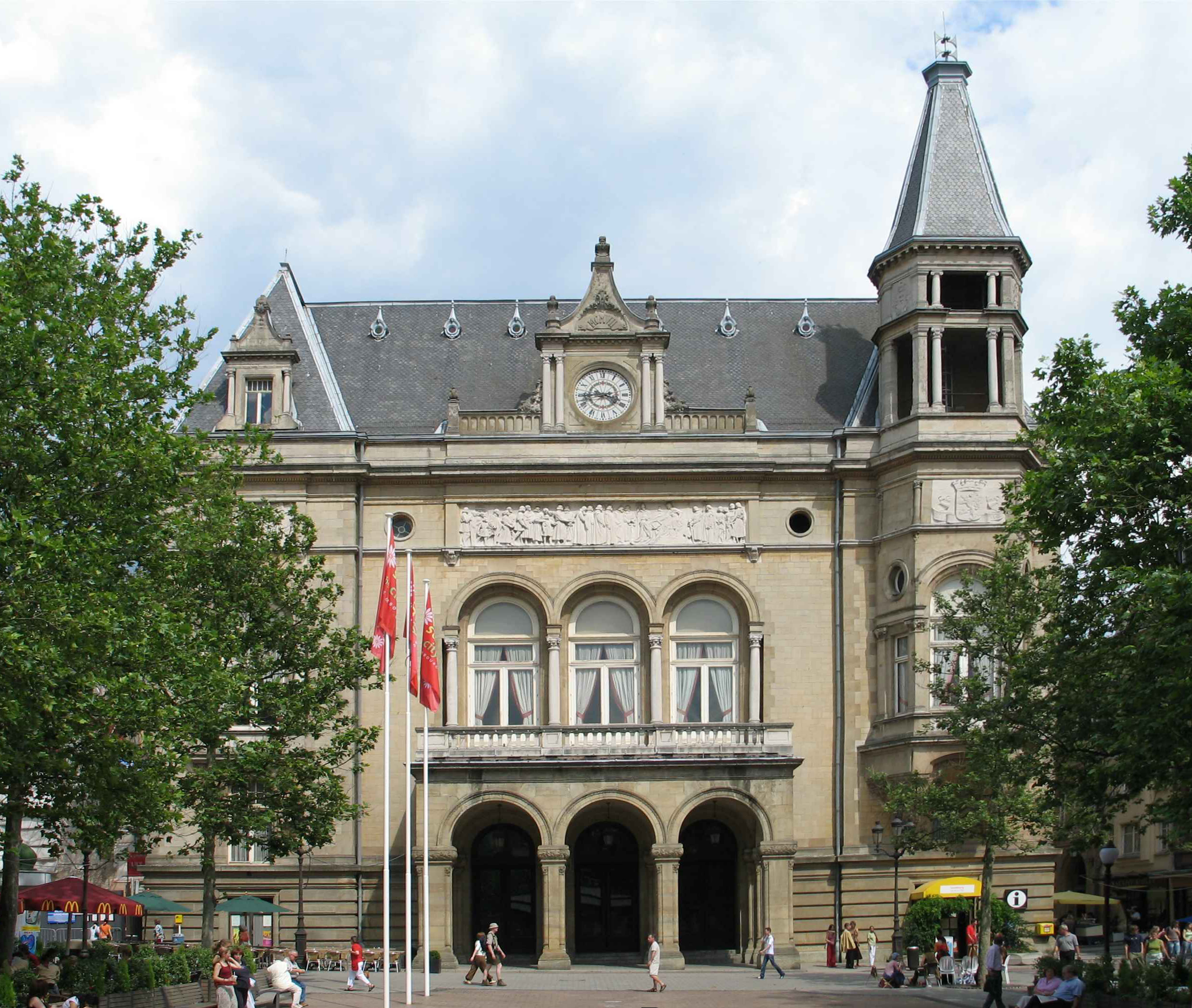
Hauptfassade des Cercle Municipal mit dem Fries

Die Place d’Armes (deutsch Paradeplatz) ist ein zentraler Platz in der Stadt Luxemburg. Sie bildet zusammen mit dem Knuedler das Zentrum der Stadt. Sie ist Teil der Fußgängerzone und umsäumt von zahlreichen Straßencafés. Im Sommer finden hier regelmäßig Konzerte statt.
Der Paradeplatz, im Volksmund Plëss genannt, wurde von Sebastian van Noyen aus Utrecht abgefluchtet und 1671 unter Gouverneur Jean Charles de Landas vollendet. Die französischen Truppen Ludwigs XIV. pflanzten Lindenbäume, pflasterten das Karree und nutzten es als Paradeplatz.
An der  Place d’Armes liegt das Palais Cercle Municipal.
Am westlichen Ende der Place d’Armes schließt sich der Square Jan Palach (Jan-Palach-Platz) an. Dort befindet sich – neben einer Erinnerungsplakette an Jan Palach – ein Denkmal von Pierre Federspiel zu Ehren der beiden Nationaldichter Edmond de la Fontaine (genannt Dicks; 1823–1891) und Michel Lentz (1820–1893), Autoren der luxemburgischen Nationalhymne.